# Crazy Cars
Crazy Cars – seria gier komputerowych - zręcznościowych wyścigów samochodowych, stworzona przez firmę Titus Software Corporation w 1987 roku.

## Crazy Cars
Crazy Cars – pod taką nazwą pojawiła się pierwsza część serii. Podobnie jak większość gier wyścigowych z lat 80., posiada widok z tyłu wozu i upływający czas. Gracz wciela się w postać kierowcy, który bierze udział w wyścigu po drogach Arizony i Florydy. Po pokonaniu kilku odcinków otrzymuje lepsze samochody do dyspozycji (odpowiednio Mercedes 560 SEC, Porsche 911 Turbo, Ferrari GTO i Lamborghini Countach).

## Crazy Cars II
Crazy Cars II (w USA F40 Pursuit Simulator) - druga część serii, której akcja rozgrywa się w USA, ale w tej edycji w stanie Utah. Gracz wciela się w postać bandyty, który ucieka z rąk policji za kierownicą Ferrari F40. Również tutaj istnieje limit czasowy, jednak jest on znacznie mniejszy niż w pierwowzorze i nie odgrywa takiego znaczenia. Zmieniono również system sterowania - można używać myszki. Sterowanie autem jest jednak trudniejsze. W trakcie ucieczki można korzystać z mapy, dzięki której można łatwiej używać skrótów.

## Crazy Cars III
Crazy Cars III – wersja wydana w 1992 roku. Jest ostatnią częścią serii Crazy Cars.

### Fabuła
Gracz wciela się w postać kierowcy i właściciela Lamborghini Diablo, biorącego udział w nielegalnych amerykańskich wyścigach. Akcja gry dzieje się na obszarze całego USA. Aby móc wystartować w wyścigu gracz musi postawić wirtualną stawkę pieniężną. Tradycyjnie wyścig zaczynany jest przez gracza na ostatnim miejscu, a celem jest zwycięstwo i zarobienie pieniędzy. Można je wydać na ulepszenia lub naprawę wozu oraz na stawkę pieniężną w bardziej elitarnych zawodach, w których zdobywa się jeszcze więcej pieniędzy.

### Samochody
W grze jest dostępny tylko jeden samochód - Lamborghini Diablo. Jego kolor jest inny w każdej z wersji gry: w wersji na Amigę był czerwony, na SNES każdy z graczy, których możemy wybrać, używa innej wersji kolorystycznej auta. Na PeCecie kolor różnił się w zależności od konwersji: w wersji zrobionej przez Cistar (wydanej jako Crazy Cars III) Lamborghini było czerwone, w konwersji Titusa - żółte. Samochód można tuningować (poprzez np. montaż lepszej skrzyni biegów czy opon) i naprawiać.

## Lamborghini American Challenge
Lamborghini American Challenge - re-edycja gry wyścigowej Crazy Cars III firmy Titus Interactive, wydana w 1994 roku. Od oryginału różniła się głównie obecnością trybu gry wieloosobowej (możliwością gry w dwie osoby na jednym komputerze) zamiast treningu.